# Marcin Rokszycki
Marcin Rokszycki (Dąbrowski) z Rokszyc i Koniecpola herbu Pobóg (zamordowany przez kozaków w wieku 85 lat w 1657 roku) – kasztelan połaniecki w latach 1622–1657.
Jako senator wziął udział w sejmie zwyczajnym 1623 roku. Na sejmie zwyczajnym 1635 roku wyznaczony z Senatu do lustracji dóbr królewskich w Wielkopolsce. 